# Argyrophylax nigribarbis
Argyrophylax nigribarbis là một loài ruồi trong họ Tachinidae.